# An Ji-min
An Ji-min (koreanisch 안지민; * 29. April 1992 in Seoul) ist eine ehemalige südkoreanische Eisschnellläuferin.

## Werdegang
An trat international erstmals bei den Einzelstreckenasienmeisterschaften 2008 in Shenyang in Erscheinung. Dort belegte sie den 13. Platz über 1500 m, den sechsten Rang über 500 m und den vierten Platz über 1000 m. In der Saison 2008/09 kam sie bei der Sprintweltmeisterschaft 2009 in Moskau auf den 22. Platz im Sprint-Mehrkampf und gewann bei den Juniorenweltmeisterschaften 2009 in Zakopane in der Teamverfolgung. In der folgenden Saison nahm sie in Berlin erstmals am Eisschnelllauf-Weltcup teil, wobei sie in der B-Gruppe die Plätze acht und vier über 500 m und in der B-Gruppe den 17. Platz über 1000 m errang. Beim Saisonhöhepunkt, den Olympischen Winterspielen 2010 in Vancouver, lief sie auf den 31. Platz über 500 m. Bei der Winter-Universiade 2013 in Baselga di Piné wurde sie Siebte über 1000 m und gewann über 500 m die Bronzemedaille. Ihren letzten Weltcup absolvierte sie im Dezember 2013 in Berlin, welchen sie in der B-Gruppe auf dem achten Platz über 1000 m beendete.

## Erfolge

### Olympische Spiele
- 2010 Vancouver: 31. Platz 500 m

### Sprint-Weltmeisterschaften
- 2009 Moskau: 22. Platz Mehrkampf

### Asienmeisterschaften
- 2008 Shenyang: 4. Platz 1000 m, 6. Platz 500 m, 13. Platz 1500 m

## Persönliche Bestzeiten
| Disziplin | Zeit        | Datum             | Ort            |
| --------- | ----------- | ----------------- | -------------- |
| 500 m     | 38,64 s     | 12. Dezember 2009 | Salt Lake City |
| 1000 m    | 1:16,96 min | 17. November 2013 | Salt Lake City |
| 1500 m    | 2:04,59 min | 12. März 2010     | Moskau         |
| 3000 m    | 4:34,24 min | 29. Januar 2009   | Seoul          |
| 5000 m    | 8:05,05 min | 20. Dezember 2007 | Seoul          |